# グスタボ・ボウ
グスタボ・ボウ（Gustavo Bou、1990年2月18日 - ）は、アルゼンチン出身のサッカー選手。CAタジェレス所属。ポジションはFW。

## クラブ経歴
14歳の時にCAリーベル・プレートのアカデミーに入団。2008年3月23日のCAベレス・サルスフィエルド戦でプロデビューを果たした。10月29日のニューウェルズ・オールドボーイズ戦でプロ初ゴールを決めた。
2012-13シーズンの初めに、クラブ・オリンポにレンタル移籍。2013年6月29日、エクアドルのLDUキトにレンタル移籍。2014年の初めに、ヒムナシア・ラ・プラタに6ヶ月間のレンタルで加入した。レンタル期間終了後、リーベル・プレートとの契約も満了し退団した。
2014年8月、フリーでラシン・クラブに加入。
2017年6月、移籍金約800万ドルでクラブ・ティフアナに移籍。
2018年6月末、インテル・ミラノに移籍したラウタロ・マルティネスに代わるストライカーとして古巣ラシン・クラブにレンタルで再加入。しかし低調なパフォーマンスに終わり、2019年初頭にレンタル契約を打ち切りティフアナに復帰した。
2019年7月10日、特別指定選手としてニューイングランド・レボリューションに加入。移籍金は推定600万ドル。

## 代表歴
韓国で開催される2007 FIFA U-17ワールドカップ参加メンバーに召集されたが、最終的には側靭帯と半月板の部分的な裂傷のために取り消された。